# Penstemon ambiguus
Penstemon ambiguus är en grobladsväxtart som beskrevs av John Torrey. Penstemon ambiguus ingår i släktet penstemoner, och familjen grobladsväxter. Utöver nominatformen finns också underarten P. a. laevissimus.

## Bildgalleri

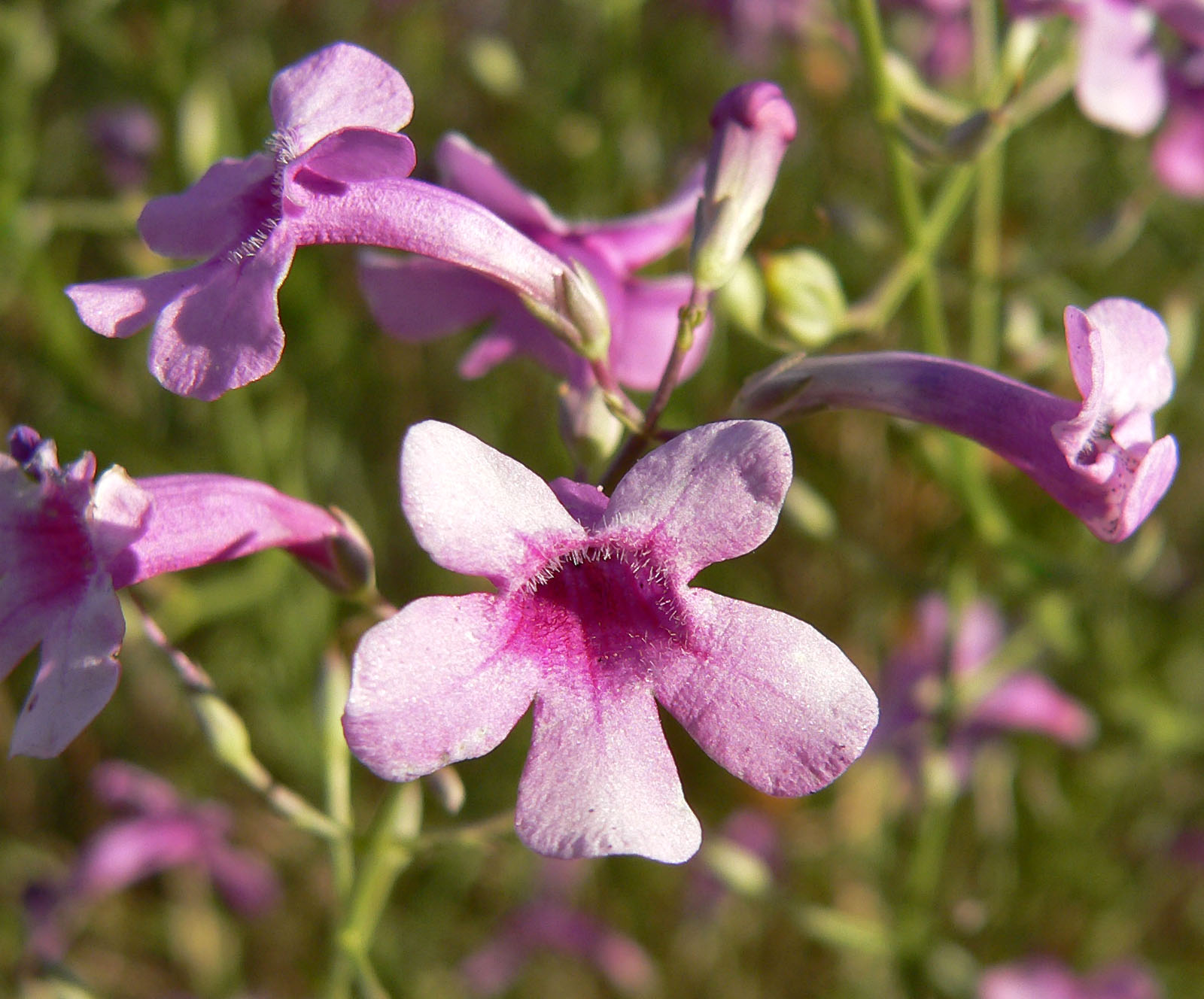
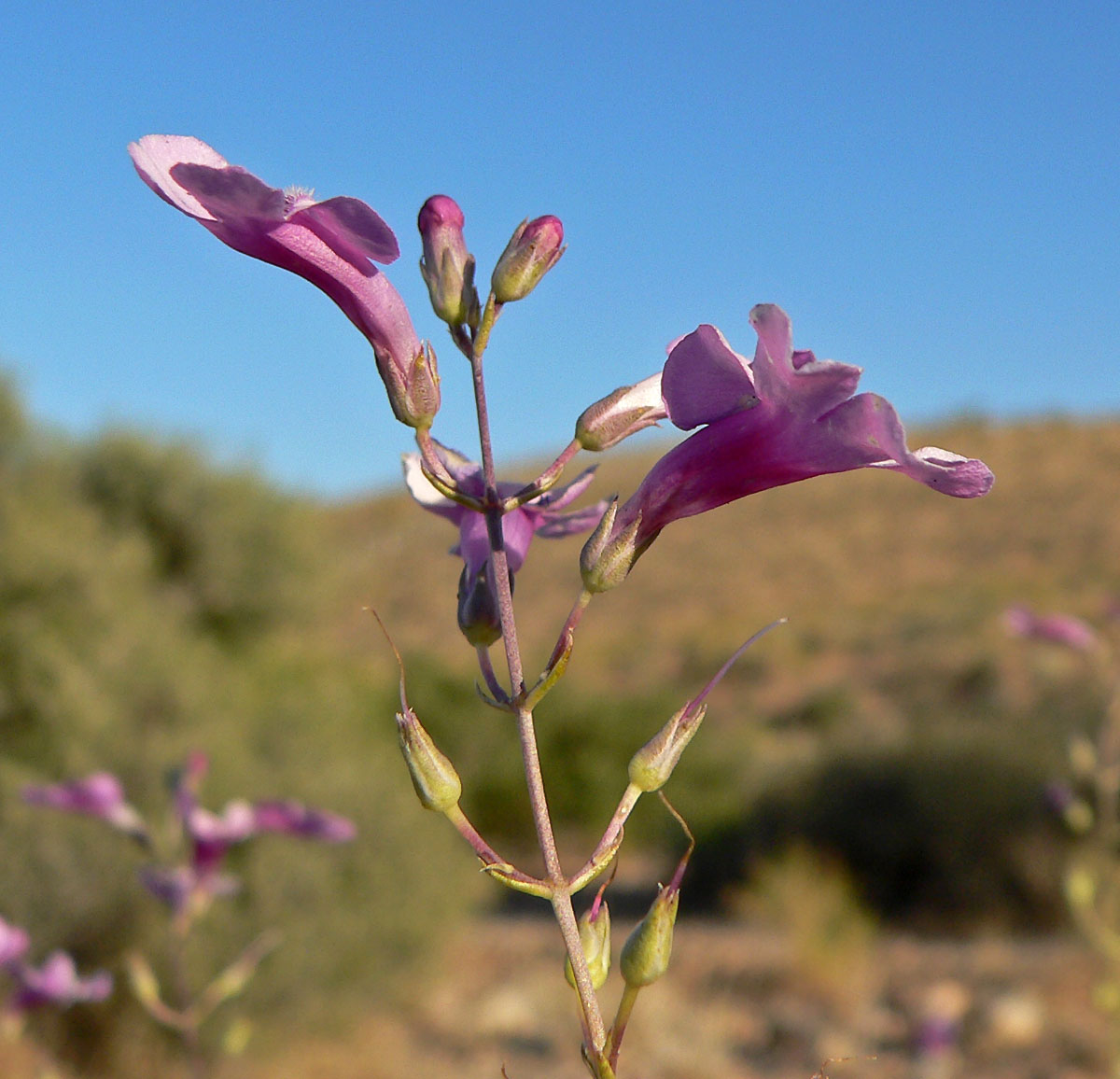
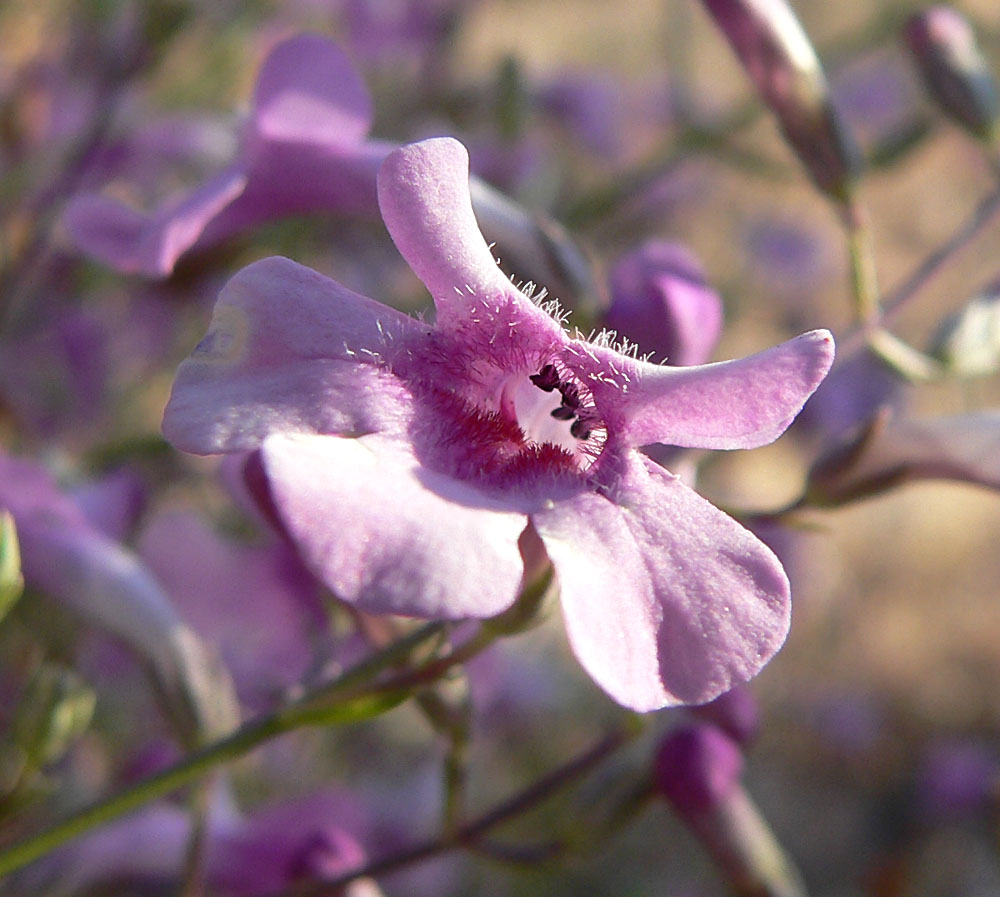
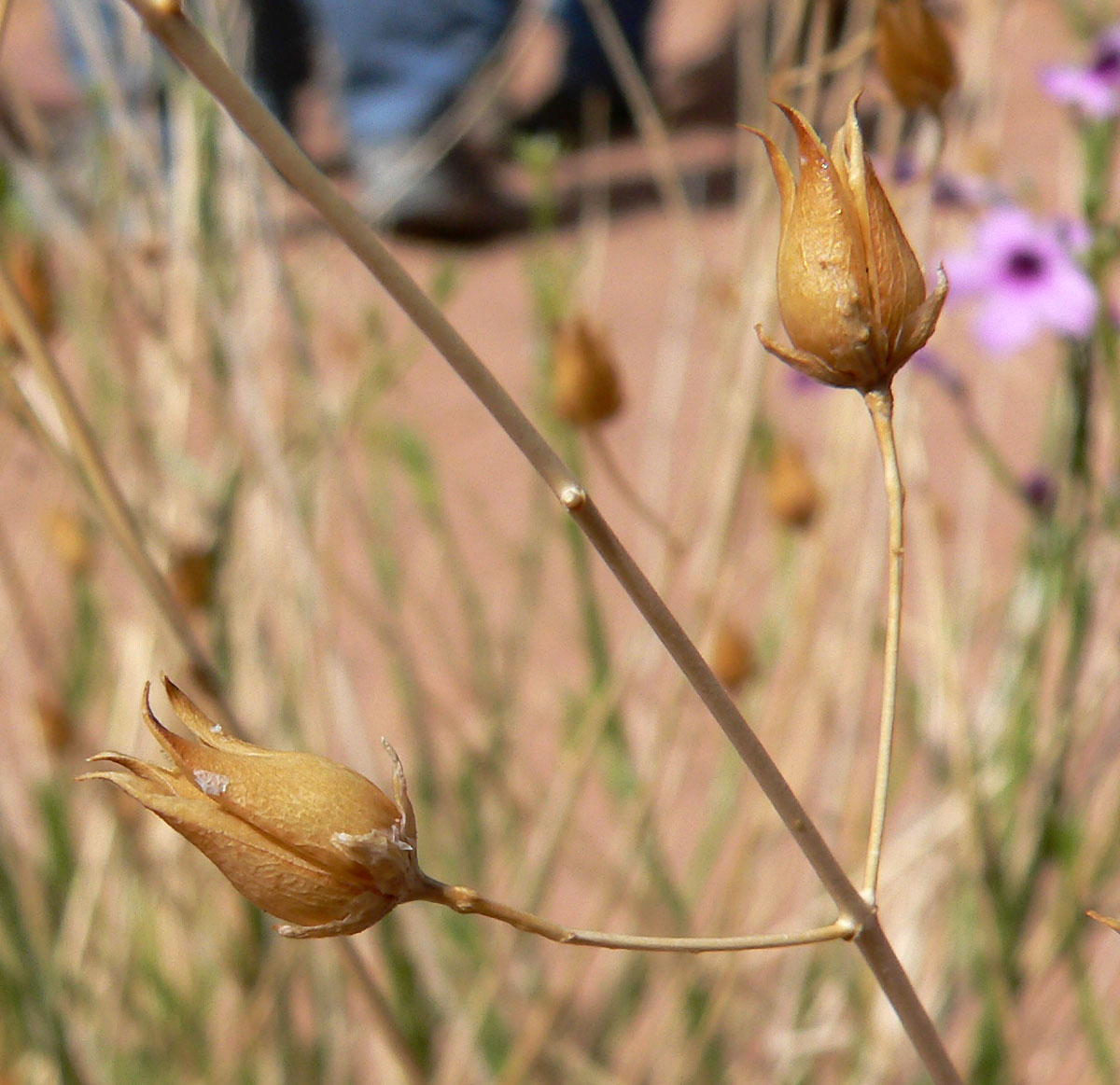